# Geophilus challengeri
Geophilus challengeri är en mångfotingart som beskrevs av Pocock 1891. Geophilus challengeri ingår i släktet Geophilus och familjen storjordkrypare.
Artens utbredningsområde är Kap Verde. Inga underarter finns listade i Catalogue of Life.